# Distrito de Chikmagalur
Chickmagalur (en canarés, ಚಿಕ್ಕಮಗಳೂರು) es un distrito en el estado indio de Karnataka. Su nombre deriva de Chikkamagaluru, su ciudad principal, cuyo nombre literalmente significa la ciudad de la hija más joven en Kannada. A veces la llaman Chikmanglur. 
Según censo 2011 tenía una población de 1.137.753 habitantes.
Durante los tiempos del Imperio Vijayanagar, Chikmagalur jugó un papel importante, los santos de Shringeri Advaita Peetha eran prominentes Rajguru de los fundadores del Imperio. Los fundadores del Imperio Hoysala habrían sido oriundos de Angadi, un pueblo en este distrito.

## Geografía
Chikmagalur, es la cabeza de distrito de Chikmagalur, ubicado a 251 kilómetros de la capital estatal de Karnataka, Bangalore y rodeado por las colinas Baba Budangiri y bosques muy densos. Los ríos Bhadra, Tunga, Hemavathi, Nethravathi, y Vedavathi fluyen todo el año. 
El distrito es rico en minerales: hierro y depósitos de granito. 
El nombre Chikmagalur es sinónimo de bosques verdes, hermosas caídas de agua, sembríos de café y templos encantadores perdidos entre las montañas.

## Economía
El café es la principal cosecha comercial de Chikmagalur. Otras cosechas comerciales son la pimienta, el anacardo, etc. 
Recientemente, hubo un interés en desarrollar el distrito como un paraíso para los amantes de la naturaleza. Los alojamientos en la selva y sus recursos satisfacen a todos aquellos que buscan la belleza prístina de las colinas y de la fauna salvaje.

## Turismo

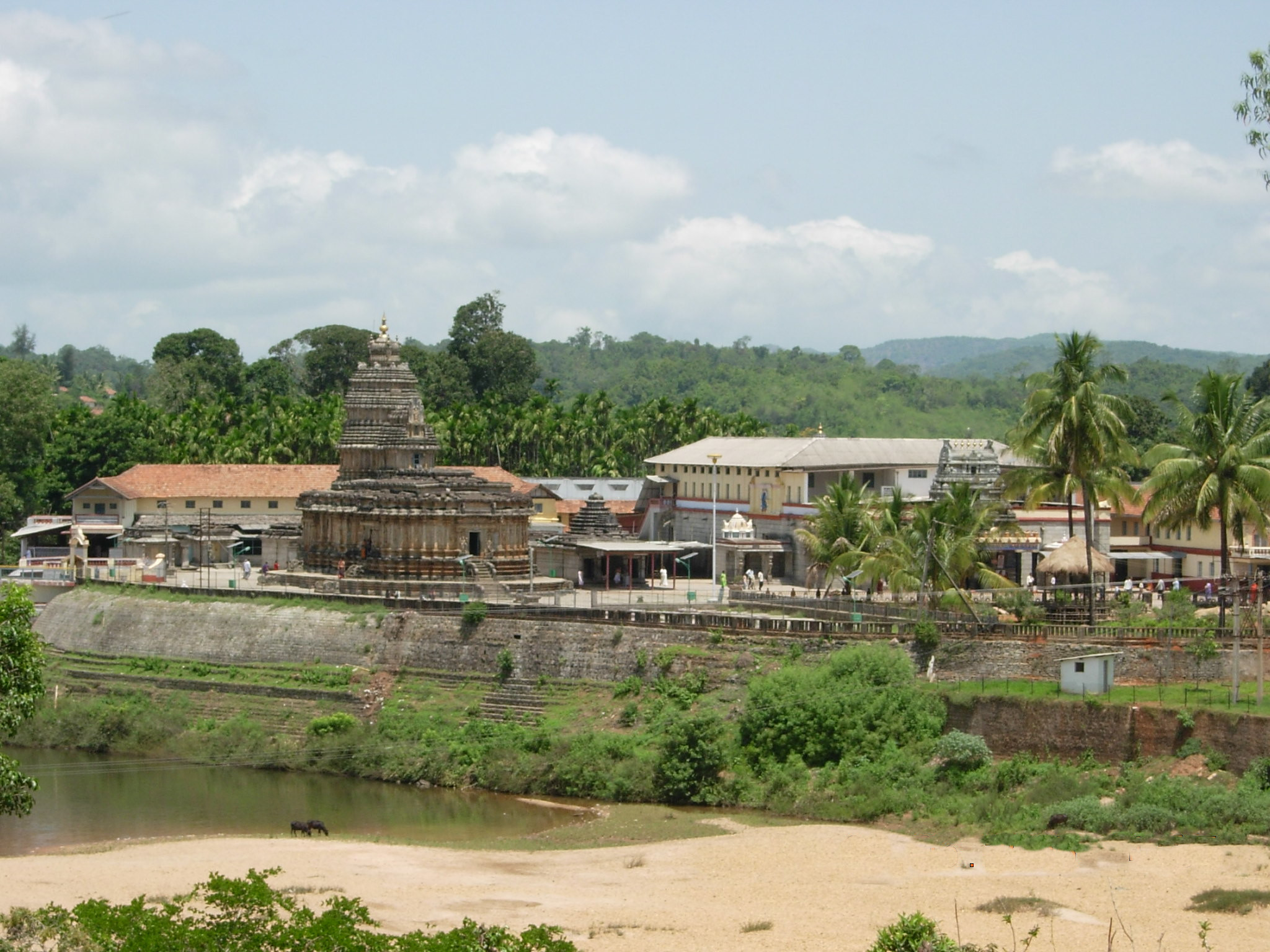
Templo de Vidyasankara en Shringeri.

### Cataratas
Kallathigiri: Se encuentran solamente a 10 kilómetros de distancia de Kemmangundi, son conocidas también como Kalahasti. El agua cae a torrentes desde la cima del Chandra Drona una colina de 122 metros de altura entre el fascinante. Cerca se encuentra el templo de Veerabhadra dedicado a Shivá, construido en un hueco entre las rocas. Pueden acercarse a este templo después de cruzar la cascada.
Hebbe: Esta hermosa cascada está a más de 10 kilómetros de distancia de Kemmangundi. Aquí caen corrientes de agua desde una altura de 168 metros en dos etapas para formar: Dodda Hebbe (Caídas Grandes) y Chikka Hebbe (Pequeñas Caídas).